# Социалистическая единая партия России
Социалистическая единая партия России (СЕПР) — политическая партия, существовавшая в России с 2002 по 2008 год. В сентябре 2003 года, партия выступила одним из соучредителей  НПСР Родина, в декабре на Выборах в Государственную думу (2003) прошла в парламент в составе блока Родина.

## Создание партии
В 2001 году несколько социалистических партий объявили о слиянии. 29 сентября 2001 года Социалистическая партия России Ивана Рыбкина, «Духовное наследие» Алексея Подберезкина и Союз реалистов Нины Жуковой самораспустились, чтобы на учредительном съезде создать новую партию — Социалистическую единую партию России. Учредительном съезд новой партии состоялся 2 марта 2002 года в посёлке Московский. На учредительном съезде партия получила название Социалистическая единая партия России (Духовное наследие). Председателем партии был избран Иван Рыбкин, а генеральным секретарем — Алексей Подберезкин. Выступая перед делегатами, председатель партии заявил, что «конечной целью создаваемой партии является организация общества, предоставляющего максимальные возможности для самореализации одухотворенных личностей». В свою очередь генсек партии отметил, что «новая партия намерена вести диалог, как со своими союзниками, так и с соперниками на политической арене». Партия была зарегистрирована в Министерстве юстиции РФ 21 августа 2002 года.

## Раскол в блоке Родина
Почти сразу после победы блока Родина на Выборах в Государственную думу (2003) года, в блоке начались конфликты между соучредителями. Лидер партии Народная воля и один соучредитель блока Родина Сергей Бабурин, создал альтернативную депутатскую фракцию Родина — Народная воля — СЕПР под своим руководством, в которую вошли депутаты, члены партии Народная воля и СЕПР в количестве 11 депутатов.
14 февраля 2004 года «Социалистическая единая партия России» провела два IV внеочередных альтернативных своих съездов — сторонники Рогозина собрались в гостинице Россия под председательством Александра Ватагина, сторонники Глазьева — в кинотеатре «Зарядье». Оба съезда считались легитимны, так как делегаты региональных отделений посетили оба съезда и голосовали на съезде сторонников Рогозина за Рогозина, на съезде сторонников Глазьева за Глазьева.

## Роспуск
12 апреля 2007 года лидер «Социалистической единой партии России» Василий Шестаков и лидер партии Справедливая Россия Сергей Миронов подписали соглашение о сотрудничестве и объединении.
26 мая 2007 года на съезде «Социалистической единой партии России», партия была распущена и её члены вошли в состав партии Справедливая Россия.

## Руководство
- Шестаков, Василий Борисович — председатель
- Епонешников Валерий Викторович — сопредседатель
- Лазарева Наталия Владимировна — Председатель ЦИК партии, руководитель аппарата